# Santa Casa de Misericórdia de Barretos
A Santa Casa de Misericórdia de Barretos é uma instituição centenária como hospital filantrópico, terciário, de grande porte, de caráter estruturante no âmbito do SUS, referência para o Departamento Regional de Saúde de Barretos (DRS V). É considerado um hospital misto, pois atende pacientes do SUS e também de operadoras de planos de saúde.

## História
Desde o século XIX discutia-se a necessidade de instalar um hospital na cidade de Barretos, mas foi em 1917 que ocorreram as primeiras movimentações concretas para a construção do que viria a ser a Santa Casa de Barretos. Em 17 de janeiro de 1917, reuniram-se na casa do padre José Martins alguns líderes locais, dentre eles Henrique Pamplona de Menezes, José C. P. Caldas, Bráulio de Vasconcelos, Marcos C. Martins, Evaristo Pinto da Cruz, José Garcia Vassimon, Francisco Conde e João Machado de Barros. Na ocasião constituiu-se uma comissão para direcionamento do projeto, incluindo a arrecadação de fundos. E assim, essa data é considerada o ano de fundação da instituição.
Em 13 de agosto do mesmo ano, a comissão, acrescida de novos colaboradores, reuniu-se novamente e foi definido o local onde seria construído o prédio que abrigaria o hospital. O terreno escolhido foi a quadra entre as avenidas 23 e 25 e ruas 28 e 30. Era então propriedade da Diocese, que passou-o em doação sob autorização do bispo D. José Marcondes Homem de Melo. Em 4 de abril de 1918 foi assinado o contrato de construção, com projeto elaborado pelo Escritório Ramos de Azevedo. Em 30 de junho de 1918 ocorreu a cerimônia de lançamento da pedra fundamental, dando se início a construção.

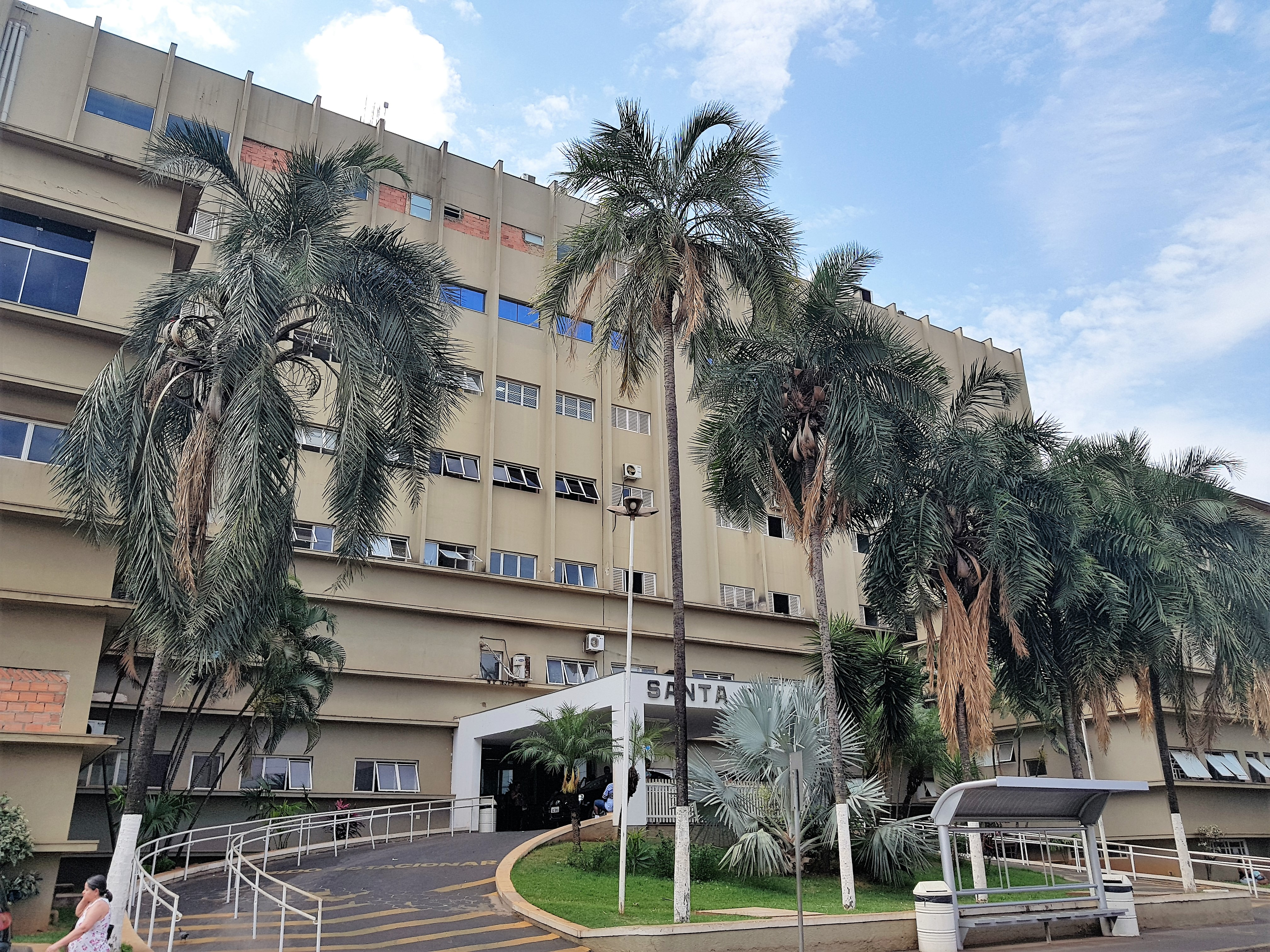
Vista da Santa Casa de Misericórdia, pela Avenida 23. Detalhes para as reformas do 1^{o} e 6^{o} andares.

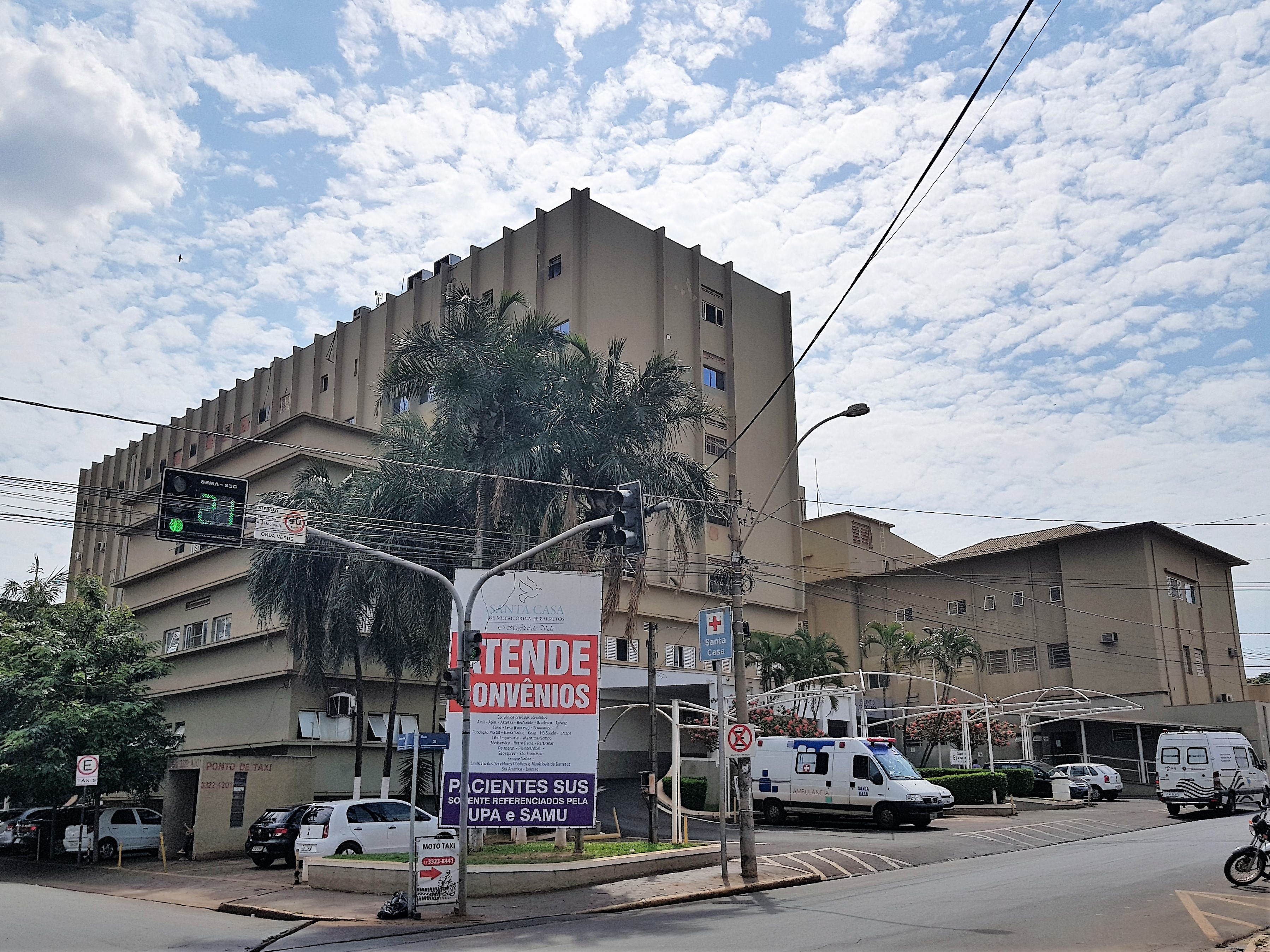
Santa Casa de Misericórdia, vista pela Rua 28.

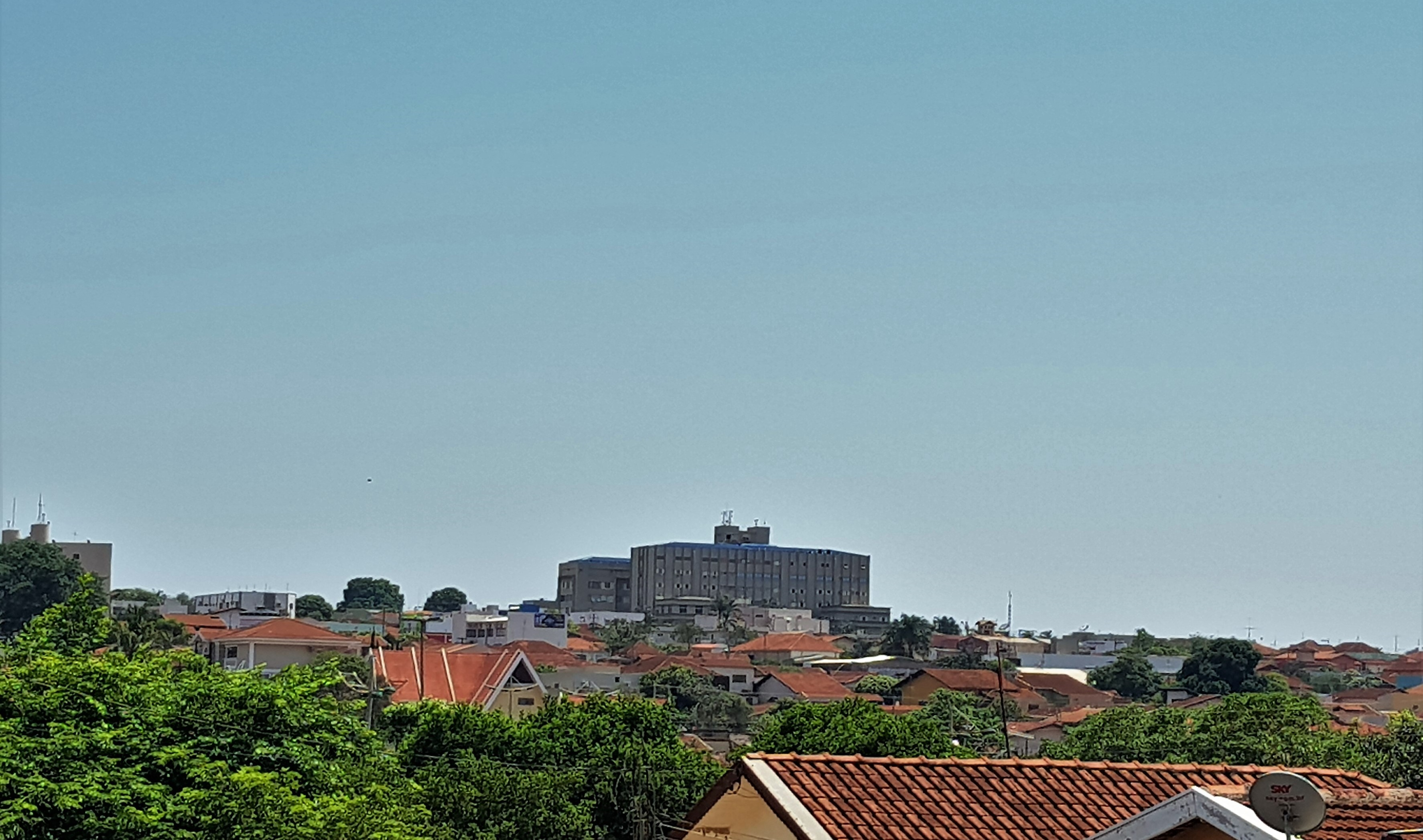
Santa Casa de Misericórdia, despontando no horizonte da cidade.

A inauguração do hospital deu-se em 03 de abril de 1921. O primeiro paciente atendido foi o Sr. Aníbal Calabrez. A partir de então, o hospital passou por uma sucessão de ampliações e reformas, ganhando o seu formato atual.
No início da década de 2010, a Santa Casa adentra a complicada crise financeira, evoluindo com dificuldade em manter suas operações. Em 31 de julho de 2013, por recomendação do Ministério Público, iniciou-se a intervenção da Prefeitura Municipal, para evitar a paralisação dos serviços aos usuários do SUS. Várias medidas foram tomadas para equacionar as contas, incluindo a venda do plano de saúde próprio do hospital, em janeiro de 2016, com 28 mil vidas à época.

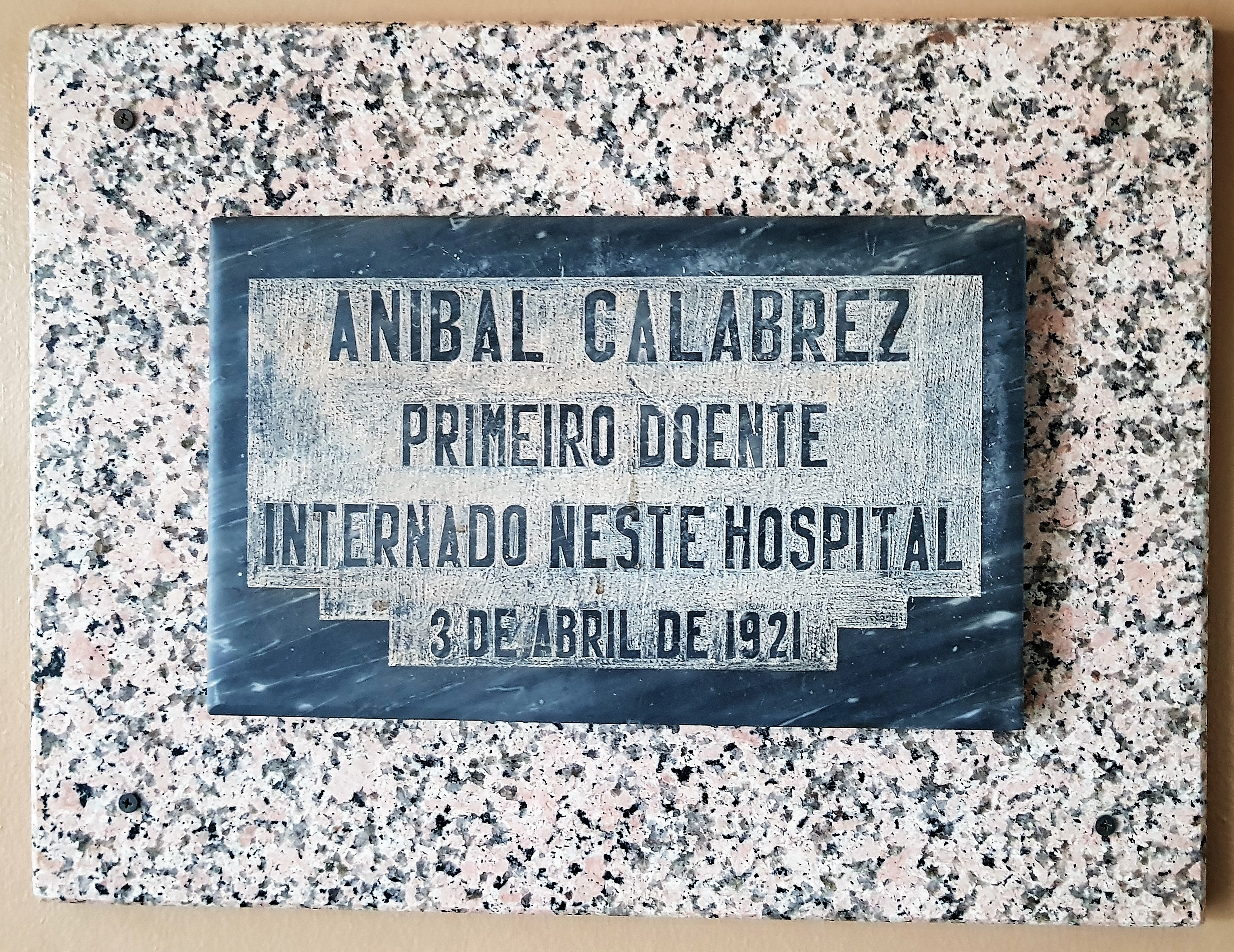
Santa Casa de Barretos: placa comemorativa do atendimento do primeiro paciente Sr Anibal Calabrez, em 03/04/1921

Apesar da intervenção municipal, a situação do hospital continuou a deteriorar, chegando à iminência de fechar as portas em 2016. Então, sob recomendação do Secretário Estadual de Saúde Wilson Polara, a Fundação Pio XII, mantenedora do Hospital de Amor (nova denominação do Hospital de Câncer de Barretos), assume a administração do hospital em 01 de novembro de 2016  Como estratégia para equacionar as dívidas, em 15 de maio de 2017 entrou-se com pedido de insolvência, que foi negado pela justiça. Apesar das dificuldades, a Fundação Pio XII vem promovendo muitas mudanças na Santa Casa, reduzindo o deficit, enquanto melhora a qualidade da assistência.

## Estrutura e departamentos
Com uma área de aproximadamente 25.000m2 a Santa Casa tem 240 leitos, com 37 leitos de UTI adulto. Compõe a estrutura da Santa Casa:
- Enfermarias clínica, cirúrgica e pediátrica;
- Unidade de cuidados prolongados;
- Ala de psiquiatria com 20 leitos;
- 4 UTI’s Adulto;
- Centro cirúrgico;
- Centro obstétrico;
- Maternidade;
- UTI neonatal e pediátrica;
- UCINCO;
- UCINCA;
- Pronto-socorros clínico, cirúrgico, ortopédico, pediátrico e ginecológico-obstétrico;
- Serviço de Hemodinâmica;
- Centro de diagnóstico com ressonância magnética, tomografia, ultrassonografia, endoscopia, colonoscopia, raio-X;
- Laboratório de análises clínicas;
- Agência transfusional;
- Serviço de litotripsia; etc.

Em prédios externos, próximos ao hospital, funcionam o ambulatório (com diversas especialidades) e o espaço terapêutico, destinado a pacientes psiquiátricos.

## Ensino e pesquisa
A Santa Casa de Barretos é campo de aprendizado para estudantes de graduação medicina, de enfermagem, fisioterapia e outros cursos.
Para a Faculdade de Ciências Médicas de Barretos “Dr. Paulo Prata” (FACISB), a Santa Casa é onde ocorre a maior parte do internato dos alunos do 5º e 6º anos, estagiando em setores como o pronto socorro, UTI adulto, UTI neonatal e pediátrica, enfermarias clínica, cirúrgica e pediátrica, centro cirúrgico e centro obstétrico, etc. Recebe também alunos de outras faculdades de medicina.
Também é campo de treinamento de residentes, formando especialistas. A Santa Casa tem programas de residência em:
- Clínica Médica
- Cirurgia Geral
- Pediatria
- Ginecologia e Obstetrícia
- Medicina de Emergência
- Ortopedia

Em parceria com o Hospital de Amor, recebe os residentes desta instituição, dos programas de residência em:
- Anestesiologia
- Radiologia e Diagnóstico por Imagem
- Medicina Intensiva

Sob a égide da Fundação Pio XII, o objetivo da administração é solidificar os três pilares: assistência, ensino e pesquisa. O Hospital de Amor conta já com reconhecimento internacional como instituição de pesquisa. Busca-se utilizar dessa experiência para expandir os projetos para áreas além da oncologia, sendo a Santa Casa um local de iniciativas nessa direção.